# Anna Chandy
Anna Chandy, née le 4 mai 1905 à Trivandrum en Inde britannique et morte le 20 juillet 1996 à Kerala en Inde, est la première femme juge mais aussi la première à devenir juge près de la Haute Cour (en).

## Biographie
Chrétienne syriaque, elle grandit à Trivandrum. Après avoir obtenu un diplôme de troisième cycle, en 1926, elle devient la première femme dans son État à obtenir un diplôme en droit indien. Elle exerce la profession de barrister, à partir de 1929, tout en faisant la promotion de la cause des droits des femmes, notamment dans Shrimati, un magazine qu'elle fonde et édite.
Souvent décrite comme de la « première génération féministe », Anna Chandy fait campagne pour l'élection à l'assemblée populaire de Shree Mulam, en 1931. Elle rencontre l'hostilité de concurrents et de journaux mais est élue pour la période 1932-1934.
Anna Chandy est nommée munsif (en) à Travancore par Chetpat Aiyar, le Dewan (en) de Travancore, en 1937. Cela fait d'elle la première femme juge en Inde et, en 1948, elle est élevée au poste de juge de district (en),.
Elle devient la première femme juge d'une Haute Cour indienne quand elle est nommée à celle de Kerala, le 9 février 1959. Elle y reste jusqu'au 5 avril 1967.
À sa retraite, Anna Chandy exerce à la Commission du droit de l'Inde (en) et écrit également une autobiographie intitulée Atmakatha (1973).